# Joakim Bonnier
Pour les articles homonymes, voir Bonnier.
Joakim Bonnier (surnommé affectueusement « Jo » ou « Jocke »), né le 31 janvier 1930 à Stockholm, en Suède, et mort le 11 juin 1972 sur le circuit du Mans, en France, est un pilote automobile suédois qui s'illustra dans les années 1960 tant en Formule 1 qu'en endurance.

## Biographie
Jo Bonnier est né à Stockholm au sein de la riche famille Bonnier. Il parle six langues et ses parents espèrent qu'il deviendra médecin. Son père, Gert, est professeur de génétique à l'université de Stockholm et plusieurs membres de sa famille travaillent dans l'édition, domaine qu'il envisage de rejoindre pendant un temps. Il étudie les langues pendant un an à l'Université d'Oxford puis vient à Paris où il se prépare à travailler dans l'édition.
Parallèlement, il commence à faire des courses à l'âge de 17 ans sur une vieille Harley-Davidson. Il retourne en Suède en 1951 et prend part à plusieurs rallyes et courses sur glace à bord d'une Simca puis d'une Alfa Romeo, marque dont il est le représentant distributeur pour la Suède. Il prend part à cinq grands rallyes dont le Midnattssolsrallyt entre 1953 et 1957. Il prend une quatrième place en 1954 (équipage : J. Bonnier/B. Boeson sur Alfa Romeo) et il semble même qu'il soit passé près de la victoire en 1957. Il participe à d'autres épreuves sur circuit comme le Daily Express à Silverstone, en 1958, sur une PV544. On le trouve aussi dans des courses de côte.
Il débute en Formule 1 au Grand Prix d'Italie 1956 avec l'équipe officielle Maserati. Il continuera à courir sur Maserati avec la Scuderia Centro Sud puis sur sa propre Maserati. Sa carrière manque de s'achever en septembre 1958, à Imola, lors d'un accident où il est projeté hors de son véhicule. Il souffre d'une concussion, de plusieurs côtes cassées et d'une vertèbre brisée, et sa voiture est réduite en miettes. Peu après, il entre dans l'écurie BRM avec laquelle il marque ses premiers points au Grand Prix du Maroc en 1958 avec une très belle quatrième place. Ses progrès se confirment l'année suivante avec sa pole position au Grand Prix des Pays-Bas, sur le circuit de Zandvoort, épreuve qu'il remporte après un coude à coude serré avec les Cooper de Moss, Brabham et Gregory. Il termine le championnat 1959 à la huitième place. La saison 1960, toujours chez BRM, est plus morose, Bonnier ne finissant que deux fois dans les points à Monaco et aux États-Unis. Début 1961 il signe chez Porsche, écurie pour laquelle il courait déjà en Sport et en Formule 2. À partir de 1963, après le retrait de Porsche en Formule 1, il court pour l'écurie Rob Walker, et termine sa carrière en monoplace sur les voitures de sa propre écurie mais son intérêt pour la Formule 1 diminue à partir de 1966 et il ne court plus qu'occasionnellement de 1969 à 1971.

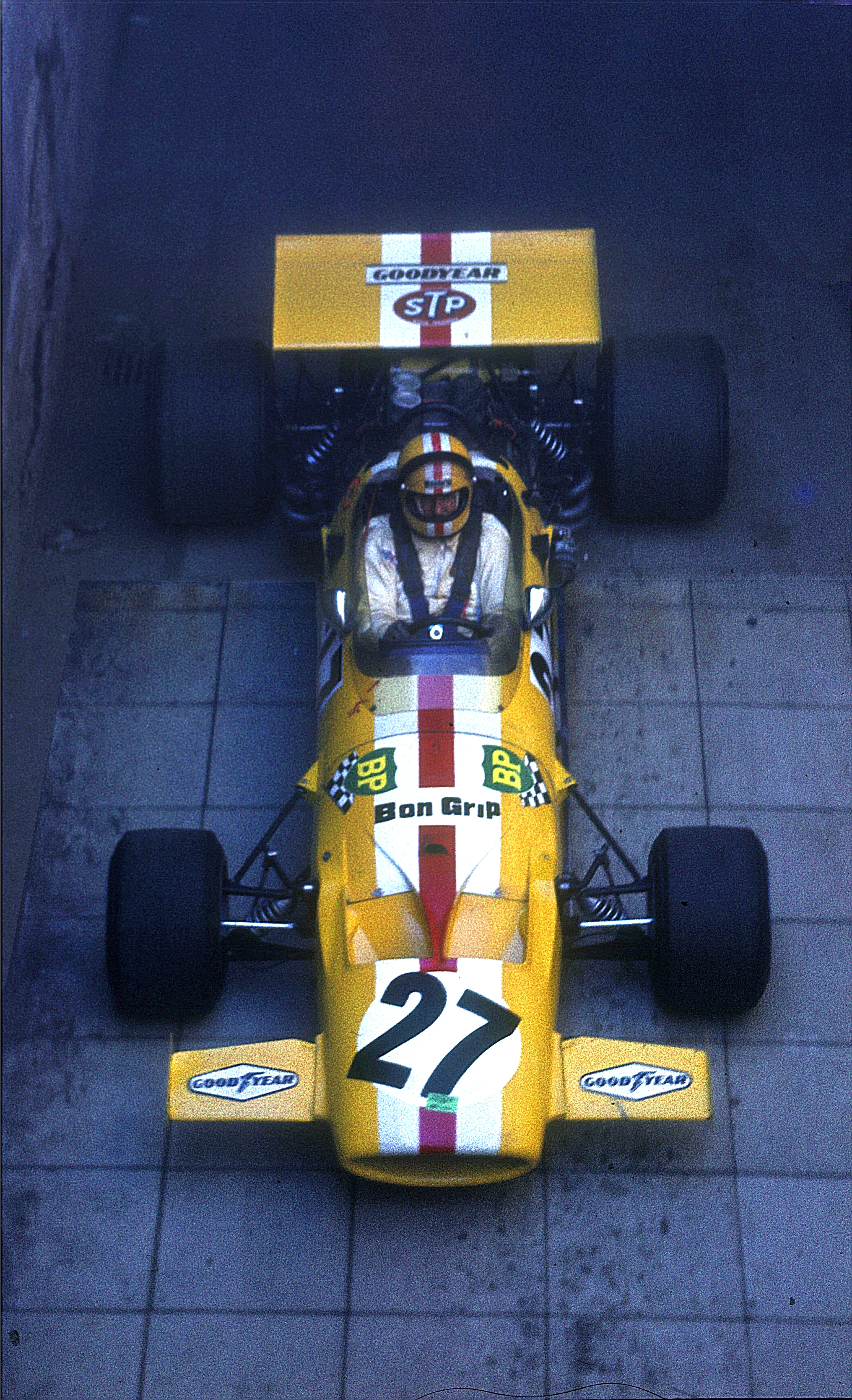
Jo Bonnier au Grand Prix automobile d'Allemagne 1971.

En parallèle avec cette carrière de pilote de Formule 1, il participe à de nombreuses courses de voitures de sport. Il remporte la Targa Florio en 1960 et 1963 ainsi que les 12 Heures de Sebring en 1962. L'année 1964 est sa meilleure année en tant que pilote, il prend la seconde place des 24 Heures du Mans à bord d'une Ferrari 330 P (en équipe avec Graham Hill, pour treize participations à compter de 1957) et gagne une course à Montlhéry ainsi que les 12 Heures de Reims, toujours avec Graham Hill. Sa dernière grande victoire a lieu en 1966 quand il remporte les 1 000 kilomètres du Nürburgring (avec Phil Hill) sur la Chapparal 2D. En 1968, il participe à la CanAm au volant d'une Mc Laren, finissant second lors du premier Grand Prix mais étant poursuivi par des problèmes mécaniques pendant tout le reste de la saison.
À partir de 1968, il monte sa propre écurie et la fait participer au Championnat du monde des voitures de sport et remporte le Championnat d'Europe des voitures de sport en 1970. Il se tue lors des 24 Heures du Mans 1972 quand sa Lola T280 entre en collision avec une Ferrari Daytona conduite par le pilote amateur suisse Florian Vetsch. Son véhicule est catapulté dans les arbres et il est tué sur le coup. Ses équipiers cette année-là étaient Gérard Larrousse et Gijs Van Lennep.

## Résultats en championnat du monde de Formule 1
| Saison | Écurie                                                      | Châssis                             | Moteur                          | Pneus     | GP disputés | Victoire | Pole positions | Points inscrits | Classement |
| ------ | ----------------------------------------------------------- | ----------------------------------- | ------------------------------- | --------- | ----------- | -------- | -------------- | --------------- | ---------- |
| 1956   | Officine Alfieri Maserati                                   | Maserati 250F                       | Maserati l6                     | Pirelli   | 1           | 0        | 0              | 0               | Nc.        |
| 1957   | Scuderia Centro Sud Joakim Bonnier                          | Maserati 250F                       | Maserati l6                     | Pirelli   | 4           | 0        | 0              | 0               | Nc.        |
| 1958   | Scuderia Centro Sud Joakim Bonnier Owen Racing Organisation | Maserati 250F BRM P25               | Maserati l6 BRM l4              | Dunlop    | 9           | 0        | 0              | 3               | 18e        |
| 1959   | Owen Racing Organisation                                    | BRM P25                             | BRM l4                          | Dunlop    | 7           | 1        | 1              | 10              | 8e         |
| 1960   | Owen Racing Organisation                                    | BRM P25 BRM P48                     | BRM l4                          | Dunlop    | 8           | 0        | 0              | 4               | 15e        |
| 1961   | Porsche System Engineering                                  | Porsche 787 Porsche 718             | Porsche Flat-4                  | Dunlop    | 8           | 0        | 0              | 3               | 13e        |
| 1962   | Porsche System Engineering                                  | Porsche 718 Porsche 804             | Porsche Flat-4 Porsche Flat-8   | Dunlop    | 7           | 0        | 0              | 3               | 14e        |
| 1963   | Rob Walker Racing Team                                      | Cooper T60 Cooper T66               | Climax V8                       | Dunlop    | 10          | 0        | 0              | 6               | 9e         |
| 1964   | Rob Walker Racing Team                                      | Cooper T66 Brabham BT11 Brabham BT7 | Climax V8 BRM V8 Climax V8      | Dunlop    | 9           | 0        | 0              | 3               | 15e        |
| 1965   | Rob Walker Racing Team                                      | Brabham BT7                         | Climax V8                       | Dunlop    | 10          | 0        | 0              | 0               | Nc.        |
| 1966   | Joakim Bonnier Racing Team                                  | Brabham BT7 Brabham BT22 Cooper T81 | Climax V8 Climax l4 Maserati V1 | Firestone | 9           | 0        | 0              | 1               | 17e        |
| 1967   | Joakim Bonnier Racing Team                                  | Cooper T81                          | Maserati V12                    | Firestone | 8           | 0        | 0              | 3               | 14e        |
| 1968   | Joakim Bonnier Racing Team                                  | Cooper T81 McLaren M5A Honda RA301  | Maserati V12 BRM V12 Honda V12  | Goodyear  | 8           | 0        | 0              | 3               | 21e        |
| 1969   | Écurie Bonnier                                              | Lotus 63 Lotus 49B                  | Ford-Cosworth V8                | Firestone | 2           | 0        | 0              | 0               | Nc.        |
| 1970   | Écurie Bonnier                                              | McLaren M7C                         | Ford-Cosworth V8                | Goodyear  | 1           | 0        | 0              | 0               | Nc.        |
| 1971   | Écurie Bonnier                                              | McLaren M7C                         | Ford-Cosworth V8                | Goodyear  | 3           | 0        | 0              | 0               | Nc.        |

## Victoire en Formule 1
| no | Année | Manche | Date        | Grand Prix | Circuit   | Position départ | Écurie | Voiture | Résultats |
| -- | ----- | ------ | ----------- | ---------- | --------- | --------------- | ------ | ------- | --------- |
| 1  | 1959  | 3/9    | 31 mai 1959 | Pays-Bas   | Zandvoort | pole position   | BRM    | P25     | Résultat  |

## Résultats aux 24 heures du Mans
| Année | Équipe                            | Voiture           | Équipiers                        | Résultat |
| ----- | --------------------------------- | ----------------- | -------------------------------- | -------- |
| 1957  | Officine Alfieri Maserati         | Maserati 300S     | Giorgio Scarlatti                | Abandon  |
| 1958  | Francisco Godia                   | Maserati 300S     | Francisco Godia Sales            | Abandon  |
| 1959  | Porsche KG                        | Porsche 718 RSK   | Wolfgang von Trips               | Abandon  |
| 1960  | Porsche KG                        | Porsche 718 RS 60 | Graham Hill                      | Abandon  |
| 1961  | Porsche System Engineering        | Porsche RS 61     | Dan Gurney                       | Abandon  |
| 1962  | Scuderia SSS Republica di Venezia | Ferrari 250 TR 61 | Dan Gurney                       | Abandon  |
| 1963  | Porsche System Engineering        | Porsche 718/8     | Tony Maggs                       | Abandon  |
| 1964  | Maranello Concessionnaires        | Ferrari 330 P     | Graham Hill                      | 2e       |
| 1965  | Maranello Concessionnaires Ltd    | Ferrari 365 P2    | David Piper                      | Abandon  |
| 1966  | Chaparral Cars Inc                | Chaparral 2D      | Phil Hill                        | Abandon  |
| 1969  | Scuderia Filipinetti              | Lola T70 MkIII B  | Masten Gregory                   | Abandon  |
| 1970  | Scuderia Filipinetti              | Ferrari 512 S     | Reine Wisell                     | Abandon  |
| 1972  | Ecurie Bonnier Switzerland        | Lola T280         | Gérard Larrousse Gijs van Lennep | Abandon  |

## Palmarès

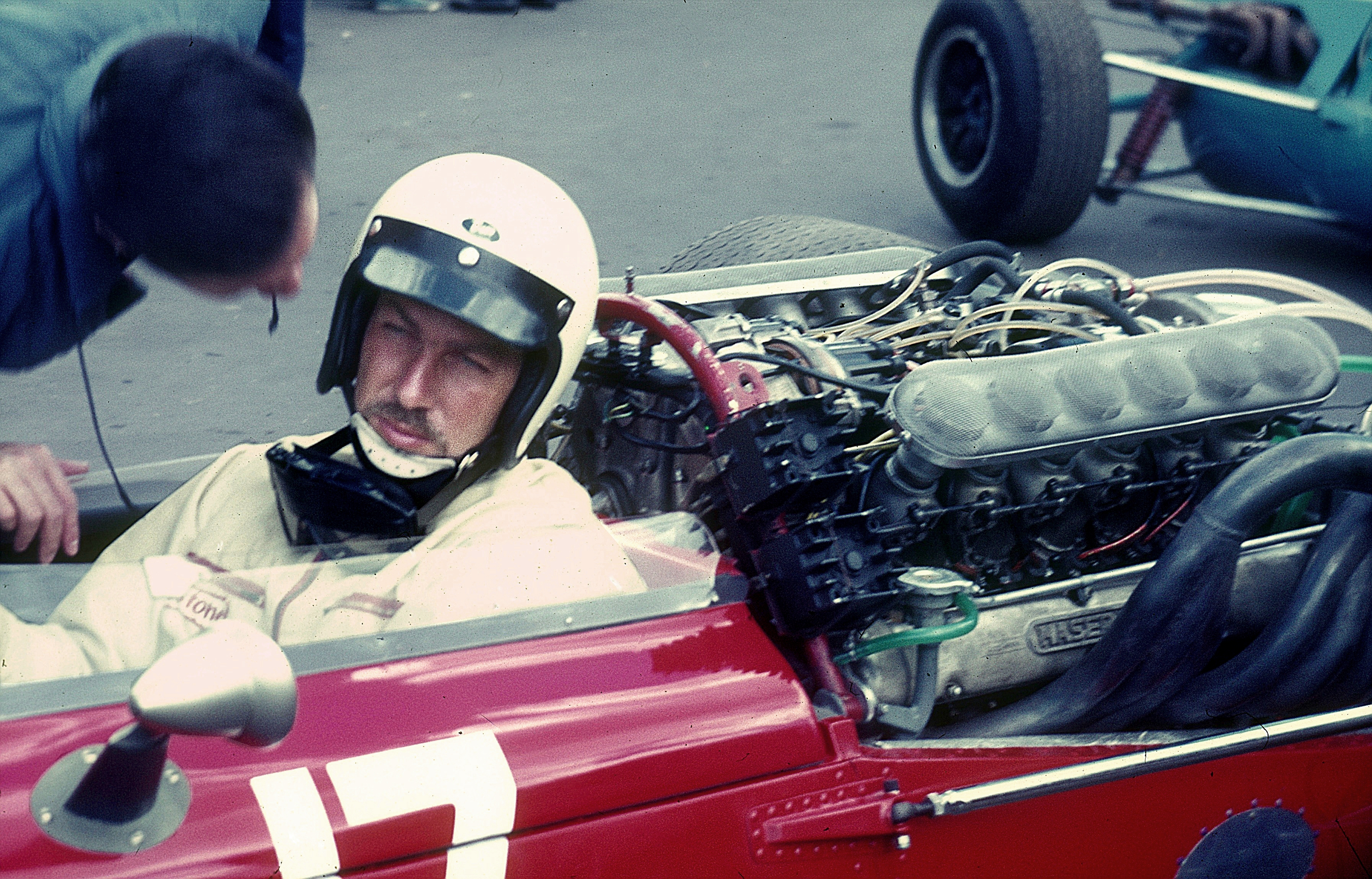
Joakim Bonnier au volant de sa Cooper en 1966

Parallèlement, Jo Bonnier participe à des courses de Grand Tourisme et d'endurance.
- 1955 : Grand Prix routier de Suède GT 2 litres - Alfa Romeo 1900 Super Sprint, puis Kanonloppet et Stockholmsloppet GT - Alfa Romeo 6C 3000 CM
- 1956 : Grand Prix de Berlin GT 1,3 litre - Alfa Romeo Giulietta Veloce
- 1957 : Eläintarhanajo - Maserati 200S, puis Rheinland Nürburgring GT 1,3 litre - Alfa Romeo Giulietta Veloce
- 1958 : vice-champion d'Europe de la montagne[6] (victoire à Schauinsland, 2e à Gaisberg, 3e à Trento Bondone - Borgward H1500RS), Grand Prix de Naples Sport 2 litres - Maserati 200S, et USAC Watkins Glen - Maserati 250F
- 1959 : Grand Prix des Pays-Bas - BRM P25
- 1960 : Targa Florio - Porsche 718 RS 60 Spyder (avec Hans Herrmann et Graham Hill), et Trophée d'Auvergne - Porsche 718 RSK
- 1962 : 12 Heures de Sebring - Ferrari 250 TRI61 (avec Lucien Bianchi)
- 1963 : Targa Florio - Porsche 718 W-RS (avec Carlo Abate), et DARM Solitude GT 2,5 litres - Porsche 356B Carrera
- 1964 : 12 heures de Reims[7] - Ferrari 275LM/P et 1 000 kilomètres de Paris - Ferrari 330P (les deux avec Graham Hill),
- 1966 : 1 000 kilomètres du Nürburgring - Chaparral 2D Chevrolet (avec Phil Hill)
- 1967 : SM Skarpnäck (SP championnat de Suède) - Lola Chevrolet T70 Mk3, et Stockholmsloppet - Mirage M1
- 1968 : SM Falkenberg, Velodrom, Skarpnäck, et Dalsland (SP championnat de Suède, et Groupes 4 et 6) - Lola T70 (MkIIIGT), et première Internationella Racertävlingar Anderstorp (1 Heure d'Andertorp) - Lola T70 (championnat de Scandinavie)
- 1969[8] : victoire en Groupe 4 aux 1 000 kilomètres de Spa - Lola T70 (MkIIIB, avec Herbert Müller)
- 1969 : Grand Prix de Paris (Montlhéry, et Groupes 4 et 6) - Lola T70
- 1969 : victoire dans la première course des 200 miles de Nuremberg (ADAC Meeting international du Norisring) - Lola T70 (MkIIIB)
- 1969 : victoire de classe 2 litres aux 300 miles d'Hockenheim (ADAC Prix de Hesse) - Lola T70 (MkIIIBGT)
- 1970[9] : Silverstone International (Angleterre, Daily Express GKN Sankey International Trophy ) - Lola T210-Ford
- 1970 : Champion d'Europe 2 litres - Écurie Bonnier:
  - Salzburgring (Autriche, Taurenpokal) - Lola T 210-Ford
  - Anderstorp (Suède) - Lola T 210-Ford
  - Hockenheim (Allemagne, Südwest-Pokal) - Lola T 210-Ford
  - Enna-Pergusa (Italie, Coppa Citta di Enna) - Lola T 210-Ford
- 1970 : Grand Prix Jyllandsringen (Danemark, Grand Prix du) - Lola T 210-Ford
- 1970 : victoire de classe SRP2 litres au Nürburgring-Südschleife Internationales AvD SCM-Rundstrecken-Rennen Aachen - Lola T 210-Ford
- 1971 : victoire au Petit Circuit de Madonie (étape lors de la 55e Targa Florio) - Lola T 212-Ford (avec Richard Attwood)
- 1971 : 1 000 kilomètres de Barcelone (Montjuich) - Lola T 212-Ford (avec Ronnie Peterson, écurie Filipinetti)
- 1971 : 2 Heures de Jarama - Lola T 212-Ford
- 1972 : 4 Heures du Mans - Lola T 280-Ford (avec Hugues de Fierlant)

## Galerie

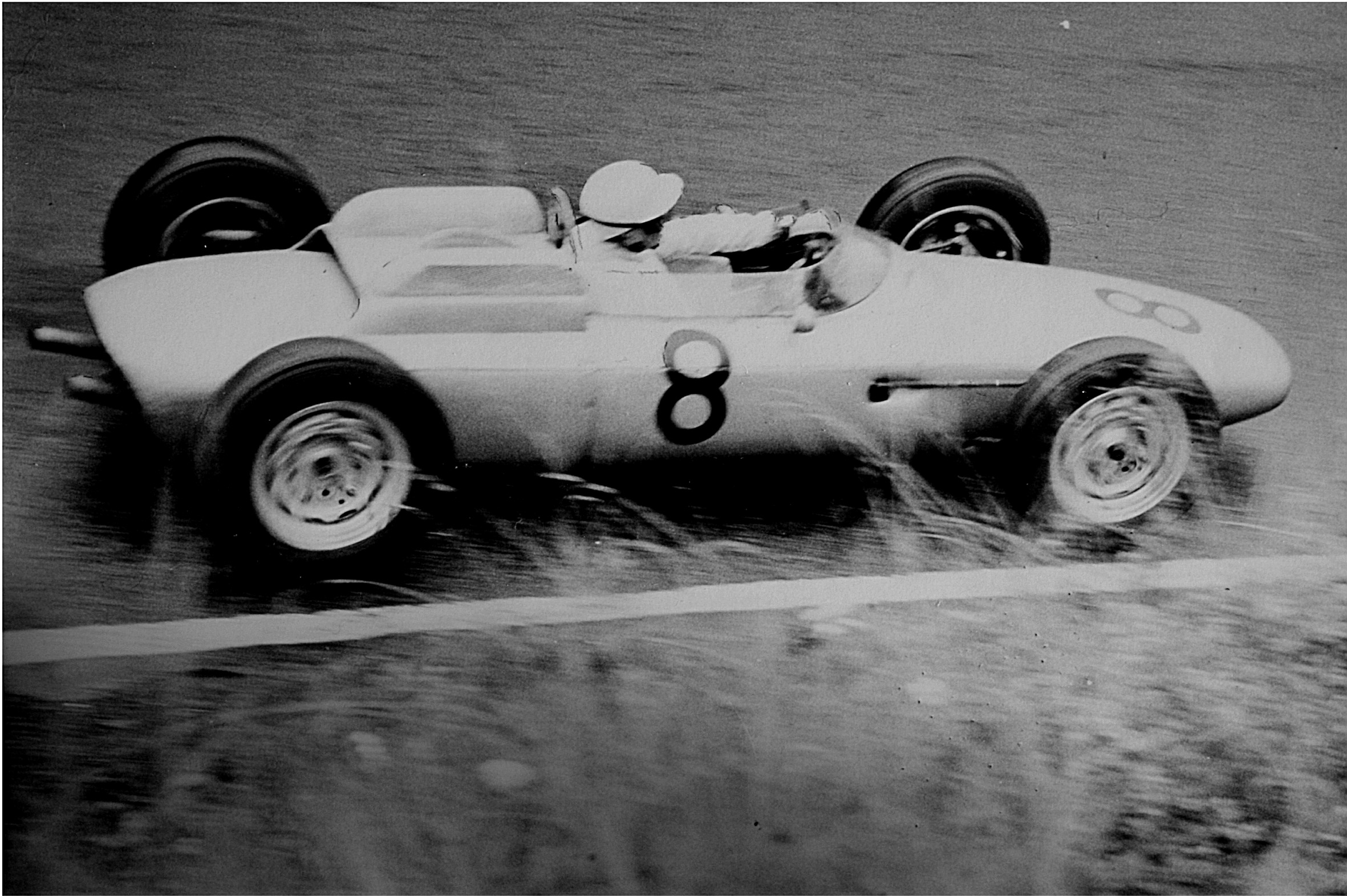
Joakim Bonnier sur Porsche 804 au Grand Prix d'Allemagne 1962
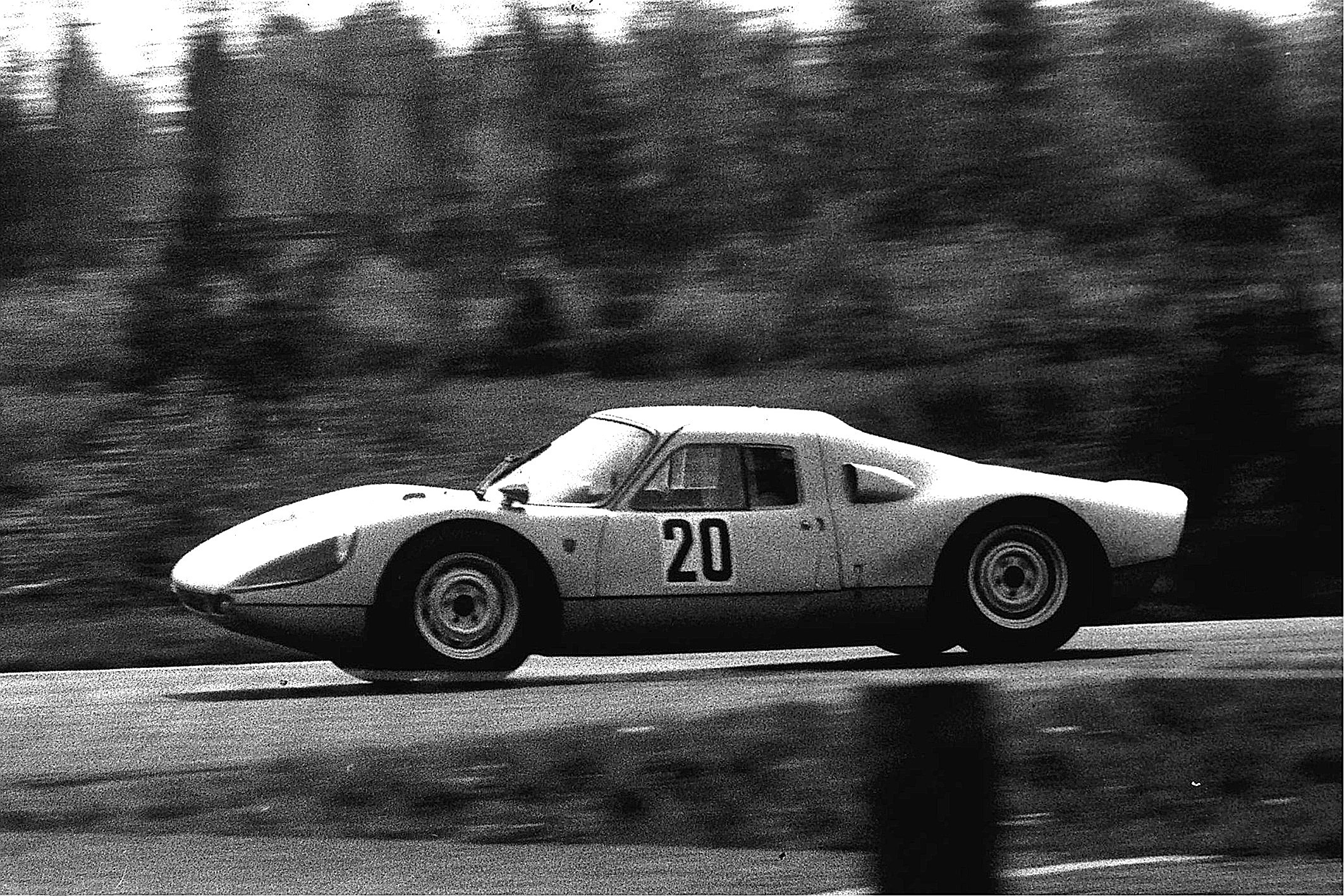
Porsche 904 V8 de l'équipage Bonnier/Rindt aux 1 000 km du Nurburgring en 1965
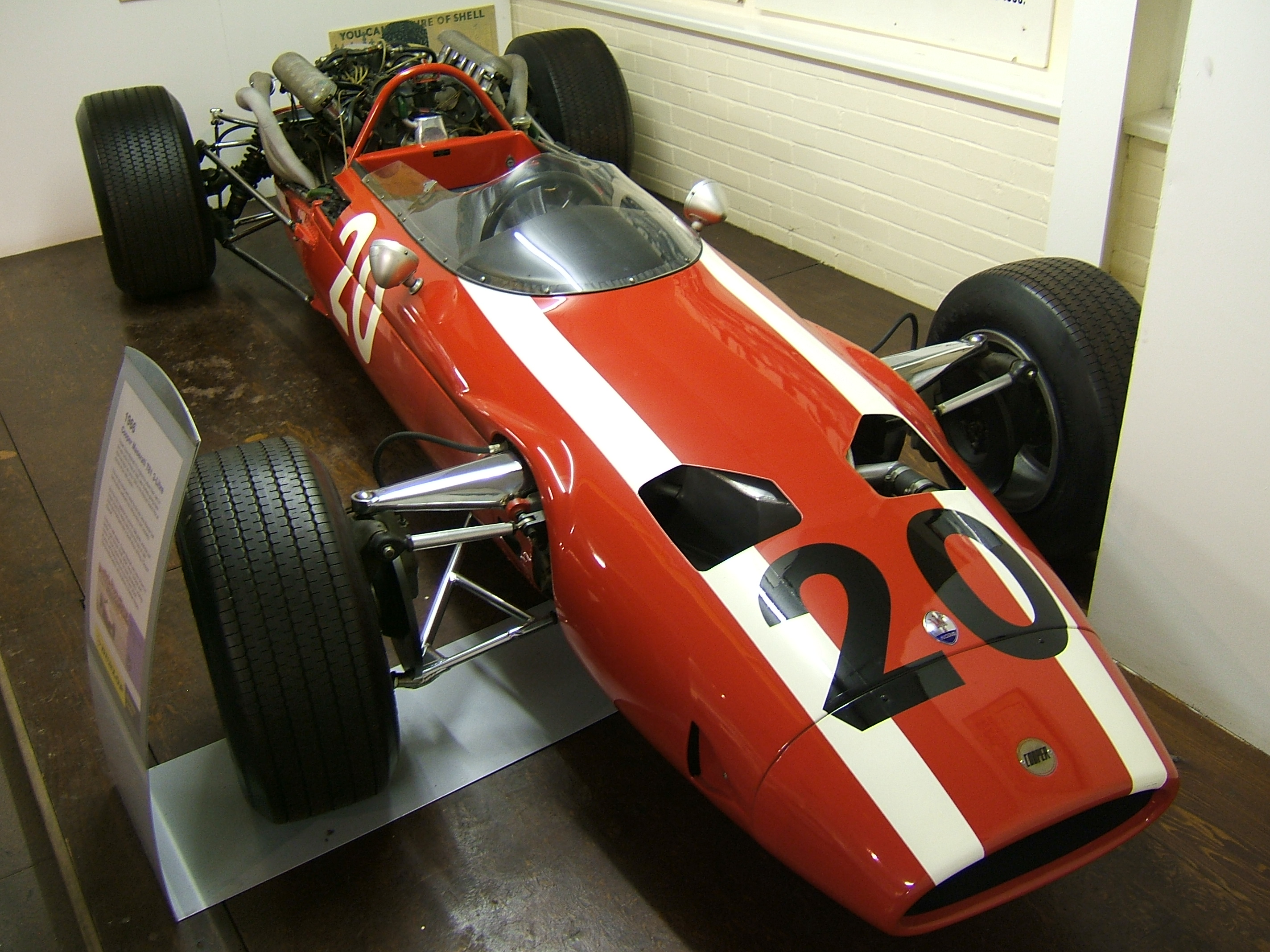
Cooper T81 à moteur V12 Maserati ayant appartenu à l'Anglo Suisse Racing Team de Joakim Bonnier
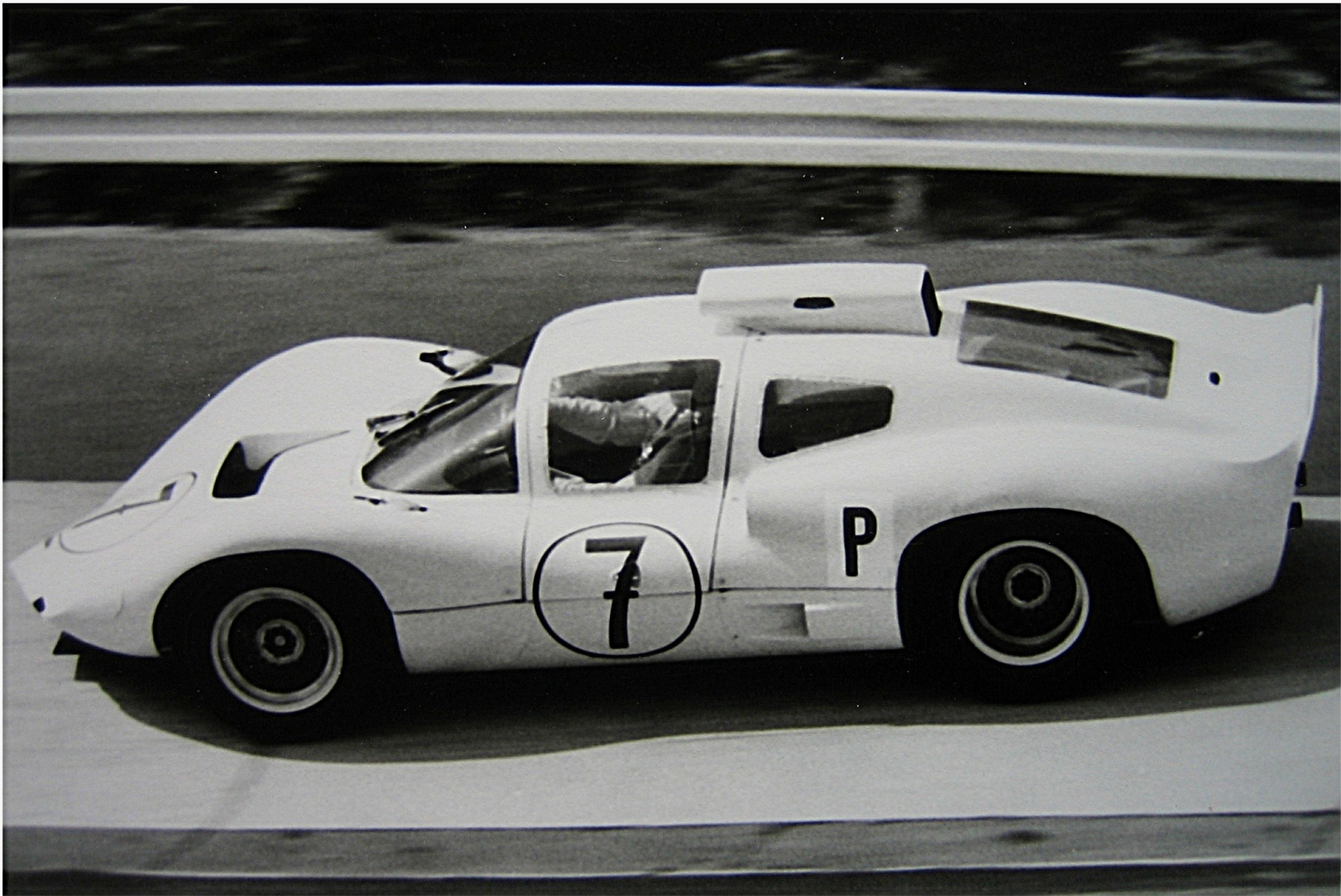
Joakim Bonnier en 1966 sur Chaparral
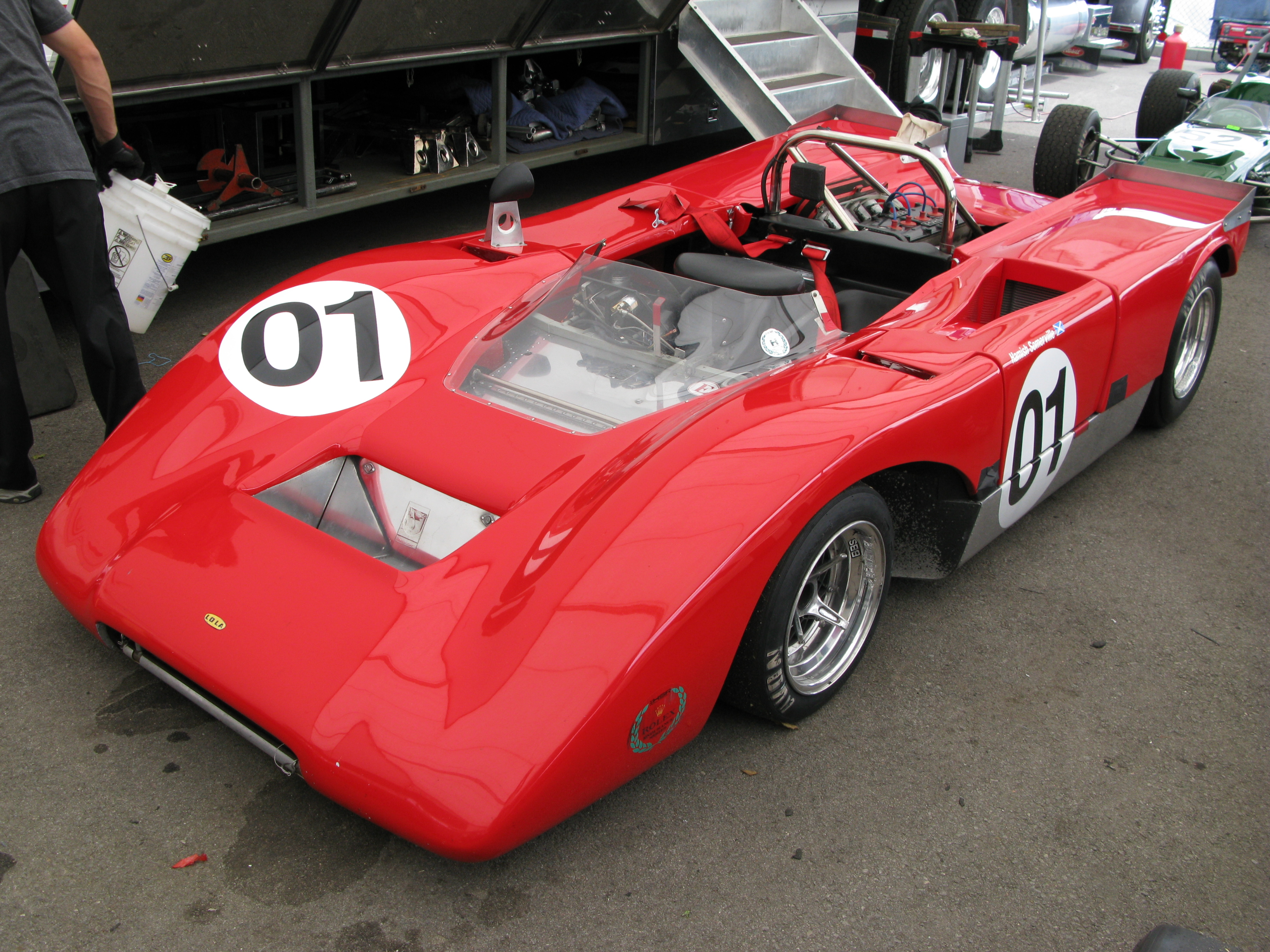
Lola T212 identique à celle de Joakim Bonnier

## Cinéma
- Il apparait dans le film Grand Prix, en 1966.